# Manufacture des tabacs du Havre
La manufacture des tabacs du Havre est une ancienne manufacture des tabacs situé au Havre, sis au 37 rue de Bretagne.

## Histoire
La Compagnie des Indes crée une manufacture de tabac au Havre en 1724. La manufacture est construite à partir de 1726 sur les plans de l'ingénieur du roi Jacques Martinet et du premier ingénieur des ponts et chaussées Gabriel.
Détruit pendant les bombardements de 1944, il en subsiste la porte qui a été entreposée.
Il est classé au titre des monuments historiques par arrêté du 2 décembre 1946.